# Lizzie Miles
Lizzie Miles, ursprungligen Elizabeth Mary Landreaux, född 31 mars 1895 i New Orleans, USA, död 17 mars 1963 i New Orleans, var en kreolsk afroamerikansk bluessångare. Hon var halvsyster till bluessångaren Edna Hicks och till musikern Herb Morand.

## Historia
Lizzie Miles föddes 1895 i New Orleans. I tonåren sjöng hon med tidiga jazzmusiker som Joe "King" Oliver, Freddie Keppard, Kid Ory, Bunk Johnson och A.J. Piron i tiden 1909 till 1911. Hon turnerade i sydstaterna, i teatrar, cirkusar och minstrelshower. År 1917 sjöng hon i Chicago med Manuel Manetta, och sedan 1921 med Freddie Keppard, Charlie Elgar och igen med King Oliver. Hon flyttade till New York och gjorde sina första skivinspelningar år 1922. Det var bluessånger, men hon ville inte kallas bluessångare fordi hon sjöng i olika genrer. Några av hennes inspelningar släpptes under namnen "Mandy Smith" och "Jane Howard".
År 1924 turnerade Miles i Europa och spelade i bland annat i Paris. 1927 återvände hon till New York där hon stannade under de närmaste 13 åren, även om hennes utövande avbröts av sjukdom ett tag i början av 1930-talet. Hon uppträdde i klubbar runt om i staden med många olika musiker, bland annat en grupp ledd av Fats Waller. Hon arbetade också med sin halvbror Herb Morand och gjorde skivinspelningar med King Oliver och med Jelly Roll Morton. Möjligtvis spelade hon in låtar som till exempel "When You Get Tired of Your New Sweetie" och "Shooting Star Blues" under namnet "Miss Frankie" i januari 1928.
I slutet av 1930-talet återvände Miles till New Orleans och slutade med show-verksamhet 1942 fram till början av 1950-talet när hon återupptog sin karriär med live-spelningar och skivinspelningar.  År 1950 bodde Miles i Kalifornien där hon sjöng med George Lewis 1953 och 1954. Hon uppträdde med Bob Scobey i Las Vegas, Nevada, från 1955 till 1957. Hon sjöng med Joe Darensbourg i Chicago 1958 och 1959. Miles återvände till New Orleans, där hon uppträdde med Freddie Kohlman och Paul Barbarin. Hon spelade in med flera Dixieland-band och traditionella jazzband, uppträdde på Monterey Jazz Festival år 1958 och gjorde regelbundna radiosändningar innan hon avslutade karriären 1959. Lizzie Miles dog av en hjärtinfarkt 1963.

## Privatliv
Lizzie Miles första man J. C. Miles, från vilken hon tog sitt artistnamn, dog av spanska sjukan i Shreveport, Louisiana 1918. Hennes andra make var August Pajaud.

## Diskografi i urval
Album
- Hot Songs My Mother Taught Me (1956)
- Moans and Blues (1956)
- Torchy Lullabies My Mother Sang Me (1956)

Singlar från 1922
Singlar släppta av skivbolaget Okeh Records 1922.
- "Wicked Blues"
- "Take It 'Cause It's All Yours"
- "Lonesome Monday Morning Blues"
- "Please Don't Tickle Me, Babe"
- "He May Be Your Man, but He Comes to See Me Sometimes"
- "Muscle Shoals Blues"
- "She Walked Right Up and Took My Man"